# Begonia formosissima
Espèce
Begonia formosissima est une espèce de plantes de la famille des Begoniaceae.
Elle a été décrite en 1941 par Noel Yvri Sandwith.